# 拉德利公學
拉德利公學（英語：Radley College），創校於1847年，是一所位於英國牛津郡拉德利附近的公學。該校佔地800英畝（3.2平方），設有戶外球場、高爾夫球場、湖泊和農地。拉德利公學與溫徹斯特公學、哈羅公學和伊頓公學並列英國四所男子公學之一。在2015至2016學年，該校每學期學費高達11,475英鎊，是校長會議（HMC）轄下學費排名第19高的寄宿學校。

## 外部鏈結
- Official School website （页面存档备份，存于）
- Independent School Inspection Report on Radley College[永久]
- Reviews & Ratings （页面存档备份，存于）
- Profile at the Good Schools Guide

51°41′35″N 1°15′05″W / 51.69304°N 1.25150°W